# Humanicide
Humanicide — девятый студийный альбом американской трэш-метал-группы Death Angel, выпущенный 31 мая 2019 года на лейбле Nuclear Blast. Как и предыдущие три альбома, Humanicide был спродюсирован Джейсоном Сьюкофом, также это первый случай в истории коллектива, когда они записали три альбома с одинаковым составом.
Альбом получил положительные отзывы музыкальных критиков, некоторые из которых включили Humanicide в свои списки лучших альбомов 2019 года. В ноябре 2019 года заглавный трек был номинирован на премию «Грэмми» в категории «лучшее метал-исполнение». Это является первой номинацией Death Angel на данную премию.
В октябре 2020 года группа выпустила акустическую версию «Revelation Song» на мини-альбоме Under Pressure.

## Список композиций
Все тексты написаны Марк Осегуеда, вся музыка написана Роб Кавестани, если не указано иное.
| №                   | Название              | Текст песни         | Музыка              | Длительность |
| ------------------- | --------------------- | ------------------- | ------------------- | ------------ |
| 1.                  | «Humanicide»          |                     |                     | 5:42         |
| 2.                  | «Divine Defector»     |                     |                     | 3:24         |
| 3.                  | «Aggressor»           | Роб Кавестани       |                     | 5:11         |
| 4.                  | «I Came for Blood»    |                     |                     | 3:12         |
| 5.                  | «Immortal Behated»    |                     |                     | 6:08         |
| 6.                  | «Alive and Screaming» |                     | Тэд Агилар          | 3:36         |
| 7.                  | «The Pack»            | Кавестани           |                     | 3:33         |
| 8.                  | «Ghost of Me»         |                     |                     | 4:34         |
| 9.                  | «Revelation Song»     |                     |                     | 5:33         |
| 10.                 | «Of Rats and Men»     |                     |                     | 4:08         |
| Общая длительность: | Общая длительность:   | Общая длительность: | Общая длительность: | 45:01        |

| №                   | Название                | Длительность |
| ------------------- | ----------------------- | ------------ |
| 11.                 | «The Day I Walked Away» | 3:29         |
| Общая длительность: | Общая длительность:     | 48:30        |

## Участники записи
Death Angel
- Марк Осегуеда — вокал
- Роб Кавестани — соло-гитара, бэк-вокал
- Тэд Агилар — ритм-гитара
- Дэмьен Сиссом — бас-гитара
- Уилл Кэрролл — ударные

Приглашённые музыканты
- Алекси Лайхо — гитарное соло на треке 8

Производственный персонал
- Джейсон Сьюкоф — продюсирование
- Тед Дженсен — мастеринг

## Чарты
| Чарт (2019)                       | Высшая позиция |
| --------------------------------- | -------------- |
| Австрия (Ö3 Austria)              | 46             |
| Бельгия/Фландрия (Ultratop)       | 92             |
| Бельгия/Валлония (Ultratop)       | 94             |
| Франция (SNEP)                    | 132            |
| Германия (Offizielle Top 100)     | 19             |
| Япония (Oricon)                   | 141            |
| Шотландия (Scottish Albums Chart) | 67             |
| Испания (PROMUSICAE)              | 87             |
| Швейцария (Schweizer Hitparade)   | 21             |